# 라이카 M9
라이카 M9(영어: Leica M9)은 2009년 9월 9일에 공개된 라이카의 풀프레임 디지털 레인지 파인더 카메라이다. M9은 코닥의 1,850만 화소 KAF-18500 CCD 센서를 탑재했다.

## 성능
M9의 디자인은 필름바디인 MP와 M7에 비해 15%가량 두꺼운 디자인이며, M8과 동일한 외형을 가지고 있다.
라이카 M9은 현존하는 모든 라이카 M 베이오넷 렌즈들을 사용할 수 있다. 다만 몇몇 오래된 렌즈들은 기능적으로 완벽하게 동작하지 않을 수 있으며, 풀프레임 CCD센서를 탑재하고 있다. 해당 센서는 안티에일리어싱필터를 제거했으며, 전작에서 발생했던 IR 필터 문제를 개선하여 IR 필터를 사용할 필요성이 사라졌다.

## 라이카 M9-P
라이카 M9-P는 2011년에 출시됐다. 해당 바디는 M9과 동일한 성능이며, Leica M9의 기본 바디에 사파이어 글라스 LCD의 추가적인 업데이트가 이뤄졌으며, 색상은 스틸 그레이 페인트 및 클래식 크롬 상판 디자인을 선택할 수 있다. 전면의 로고는 제거되었다. 상판의 핫슈에 'M9-P'가 각인되어있다.

## 라이카 M-E
Leica M-E는 2012년 10월에 출시됐다. 이 기종은 성능 및 기능이 M9, M9-P와 비슷한 카메라나, 프레임 라인 선택 레버와 USB 포트가 삭제되었다. 또한 현재로써 Leica M 마운트중에 가장 저렴한 라인업이다.

## 갤러리

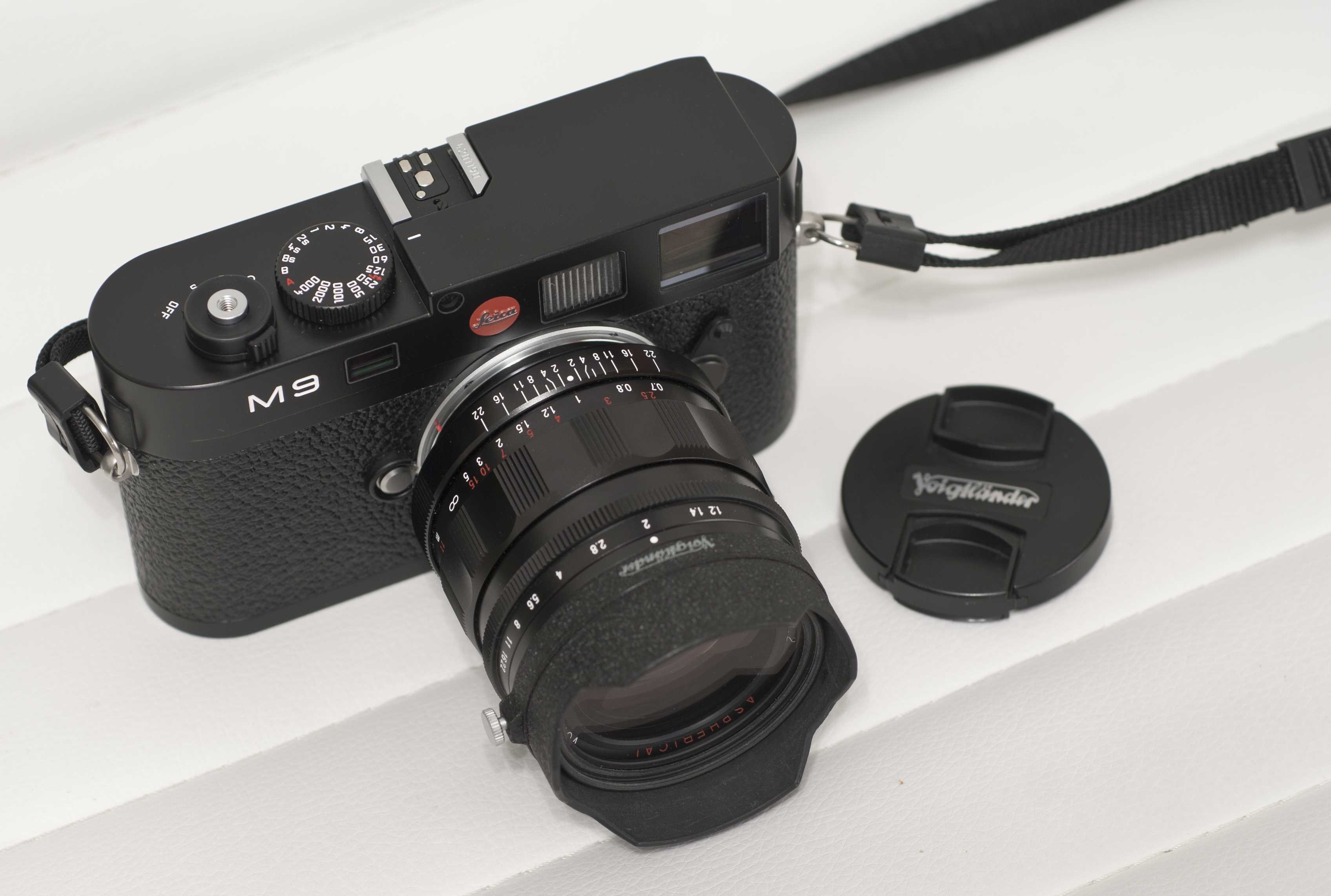
M9 + Voigtlander 35mm
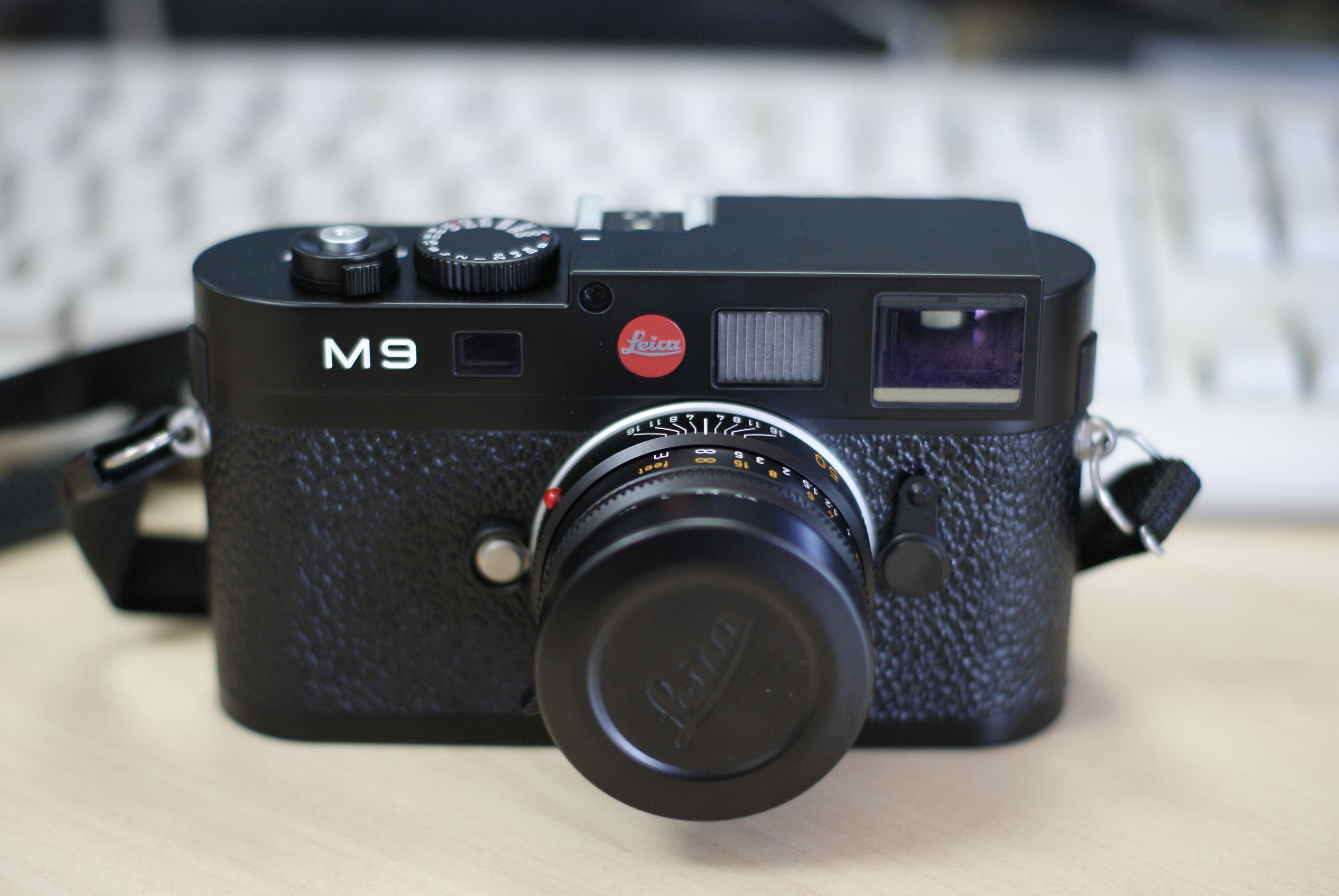
Leica M9 전면
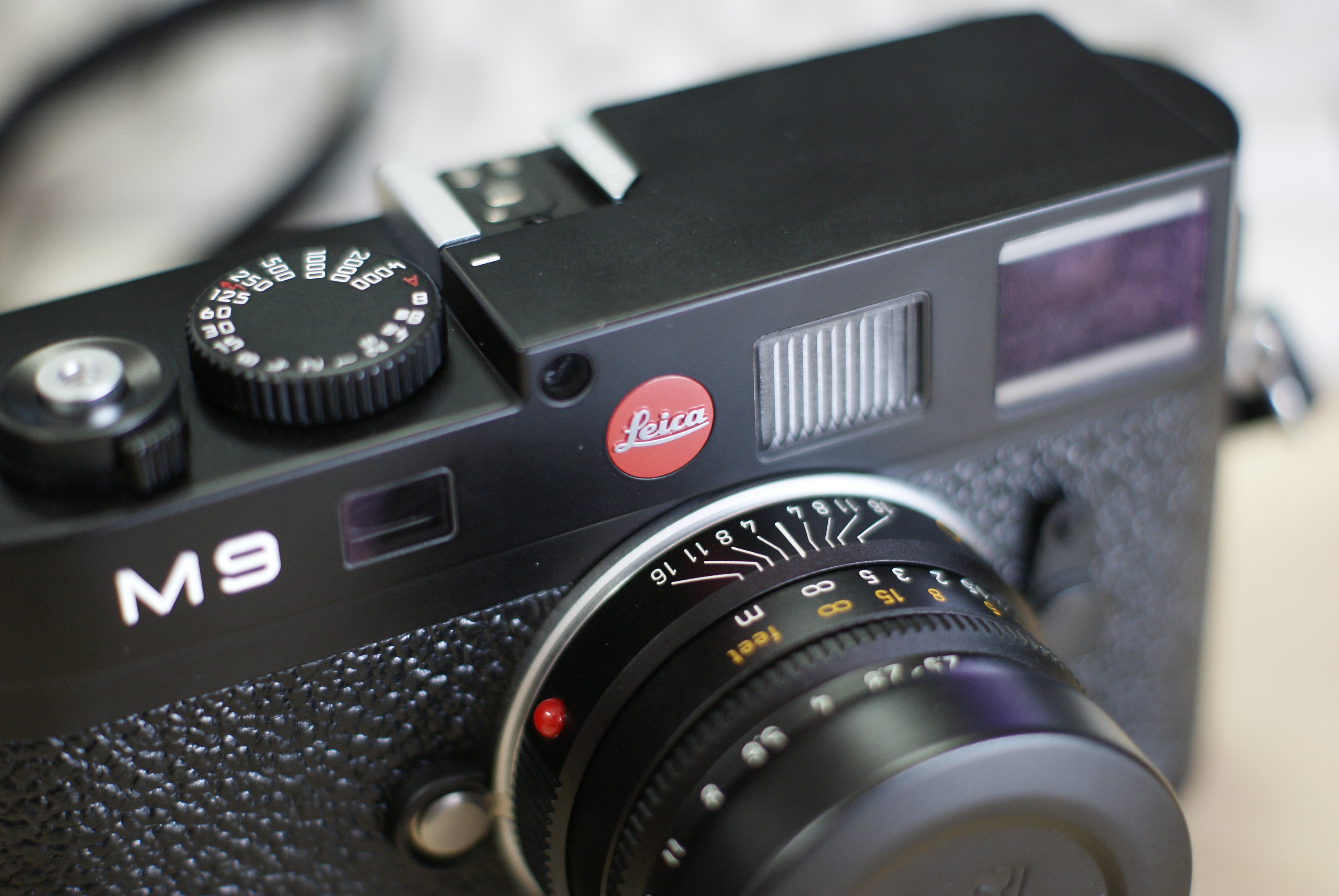
Leica M9 셔터 휠
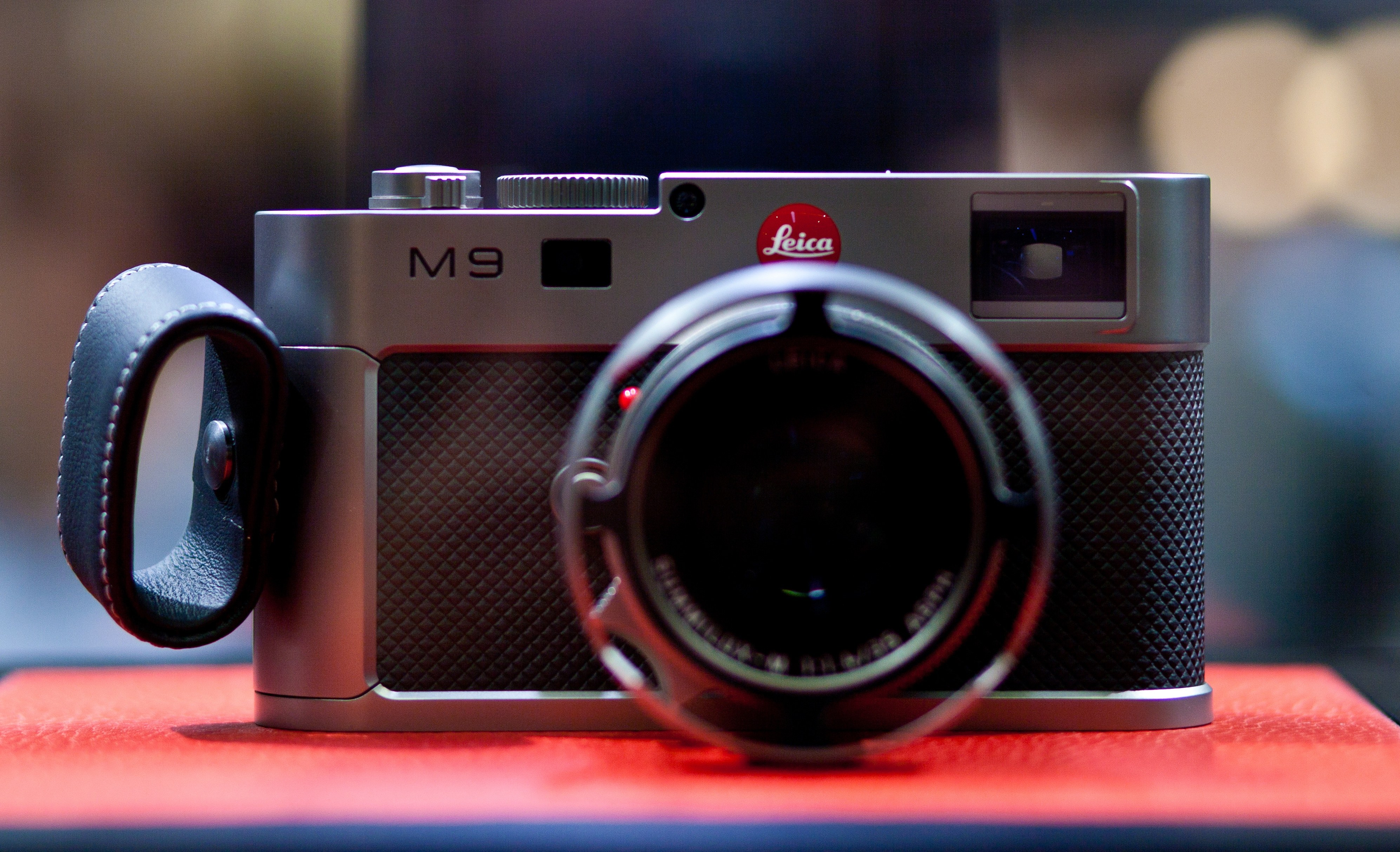
Leica M9 티타늄 에디션
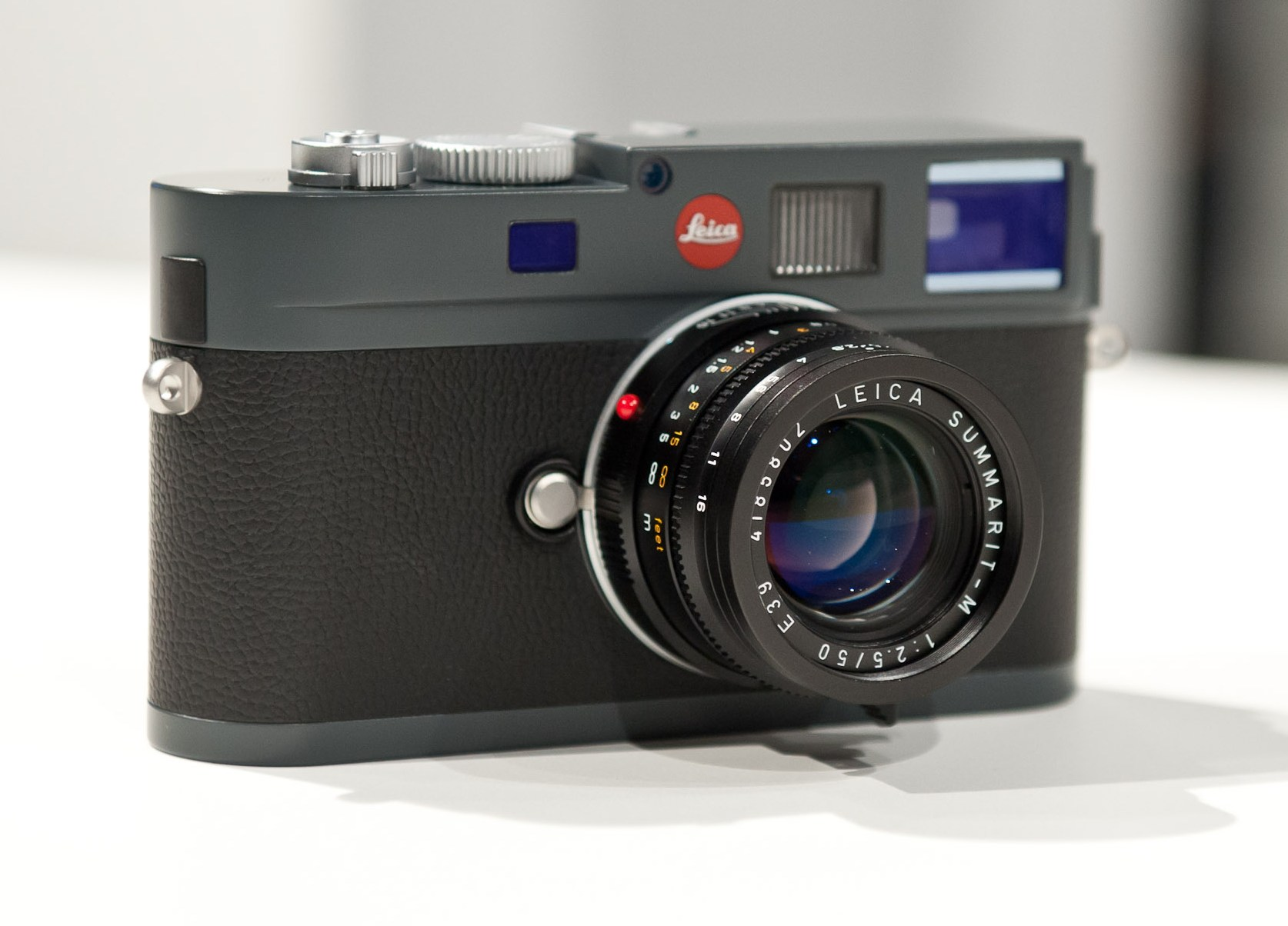
Leica M-E, M-9과는 상판의 색상이 다르고, 프레임 라인 레버가 사라진 것이 차이점이다.